# 东喇嘛洞召
东喇嘛洞召，清朝赐名“崇禧寺”，位于内蒙古自治区呼和浩特市新城区，是一座藏传佛教格鲁派寺院。东喇嘛洞召是呼和浩特地区“八小召”之一。

## 简介
东喇嘛洞召位于呼和浩特旧城东郊北山中，如今位于古路板村北。该寺由喇嘛洞活佛弟子在清朝顺治十二年（1655年）建造。康熙五十二年（1713年），康熙帝赐名“崇禧寺”。
中华民国时期，该寺被毁，修复后又被毁。21世纪初，该寺遗留有石洞以及一株古榆树。